# Mostyn Beui
Mostyn Beui (16 de julio de 1985) es un futbolista de las Islas Salomón que juega como mediocampista en el Koloale FC.

## Carrera
Debutó en 2008 en el Koloale FC, entre 2009 y 2010 estuvo en el Marist FC, pero volvió al Koloale, donde juega en la actualidad.

### Clubes
| Club       | País          | Año               |
| ---------- | ------------- | ----------------- |
| Koloale FC | Islas Salomón | 2008 - 2009       |
| Marist FC  | Islas Salomón | 2009 - 2010       |
| Koloale FC | Islas Salomón | 2010 - actualidad |

### Selección nacional
Representó 9 veces a las Islas Salomón.